# Kentaro Ishikawa (voetballer)
Kentaro Ishikawa (Chiba, 12 februari 1970) is een voormalig Japans voetballer.

## Carrière
Kentaro Ishikawa speelde tussen 1993 en 1998 voor Kashiwa Reysol.